# Sawndip

Schriftzeichen für die Zhuang-Wörter "saw" "Zeichen" und "ndip" "unreif"

Zhuang-Zeichen oder Sawndip (Aussprache [θaːu˨˦ɗip]) sind aus chinesischen Zeichen zusammengesetzte Logogramme und werden von den Zhuang im chinesischen Autonomen Gebiet Guangxi benutzt. Auf Chinesisch werden sie Gǔ Zhuàngzì (古壮字) oder Fāngkuài Zhuàngzì (方块壮字) genannt.

## Geschichte

Diese drei Zhuang-Logogramme (𭒹𮬭鴓) aus dem Sawndip Sawdenj (die ersten beiden wurden 2017 in Unicode 10.0 aufgenommen) werden wie folgt gebildet: Die Komponenten 力, 六 und 必 geben jeweils den Klang an, und die Komponenten 子, 鳥 und 鳥 geben die Bedeutung an. "lwg roegbit", wörtlich "Kind Vogel-Ente", bedeutet "wildes Entenküken".

Auch wenn es unklar ist, wann die Schrift entstanden ist, ist die älteste bekannte Inschrift auf einem Stelebau von 689 (Tang-Dynastie) gefunden worden. Diese Ideogramme sind damit älter als die vietnamesischen Chữ nôm.
Sie wurden über 1300 Jahre von Zhuang-Sängern und -Schamanen benutzt, um ihre Gedichte aufzuschreiben. Obwohl 1975 eine romanisierte Schrift als die offizielle Schrift eingeführt wurde, wird Sawndip von einer intellektuellen Minderheit weiterhin benutzt. 
Nach einer Vorbereitungszeit von fünf Jahren wurde das Sawndip Sawdenj (Sawndip Dictionary, Chinesisch: 古壮字字典,  Gǔ Zhuàngzì Zìdiàn – „Lexikon alter Zhuang-Schriftzeichen“) veröffentlicht. Es enthält über 10.000 Zeichen und ist bis heute das erste und einzige Wörterbuch für Zhuang-Zeichen. 2008 wurde die Arbeit an einem zweiten Wörterbuch namens The Large Chinese Ancient Zhuang Dictionary 《中华古壮字大字典》 bekanntgegeben.

## Charakteristik
Nach Zhāng Yuánshēng, 张元生, haben Sawndip-Texte normalerweise etwa 20 % Nicht-Han-Zeichen, obwohl manche Texte auch fast nur aus Han-Zeichen bestehen. Einige dieser Ideogramme werden auch in den chinesischen Namen für Orte in Guangxi benutzt, wie zum Beispiel 岜 bya „Berg“ oder 崬 ndoeng „Wald“ und finden sich deshalb auch in chinesischen Wörterbüchern und Zeichen-Fonts.
Bis heute sind allerdings nur solche Zhuang-Zeichen in Unicode enthalten, die auch in chinesischen Wörterbüchern auftauchen, weil sie in Ortsnamen vorkommen.

## Beispieltext
Allgemeine Erklärung der Menschenrechte, Artikel 1:

- Darstellung Ihres Browsers (setzt voraus, dass geeignete Schriften installiert sind):

俌俌𮜃𦘭忑𭑆就𬚳自由，尊嚴凑權利俌俌平等。
衆伝𬚳理性凑良心，應當待衆𬿇㑣彼侬一樣。
- lateinische Transkription:

Boux boux ma daengz lajmbwn couh miz cwyouz, cinhyenz caeuq genzli bouxboux bingzdaengj.
Gyoengq vunz miz lijsing caeuq liengzsim, wngdang daih gyoengq de lumj beixnuengx ityiengh.